# 恰恰 (舞蹈)

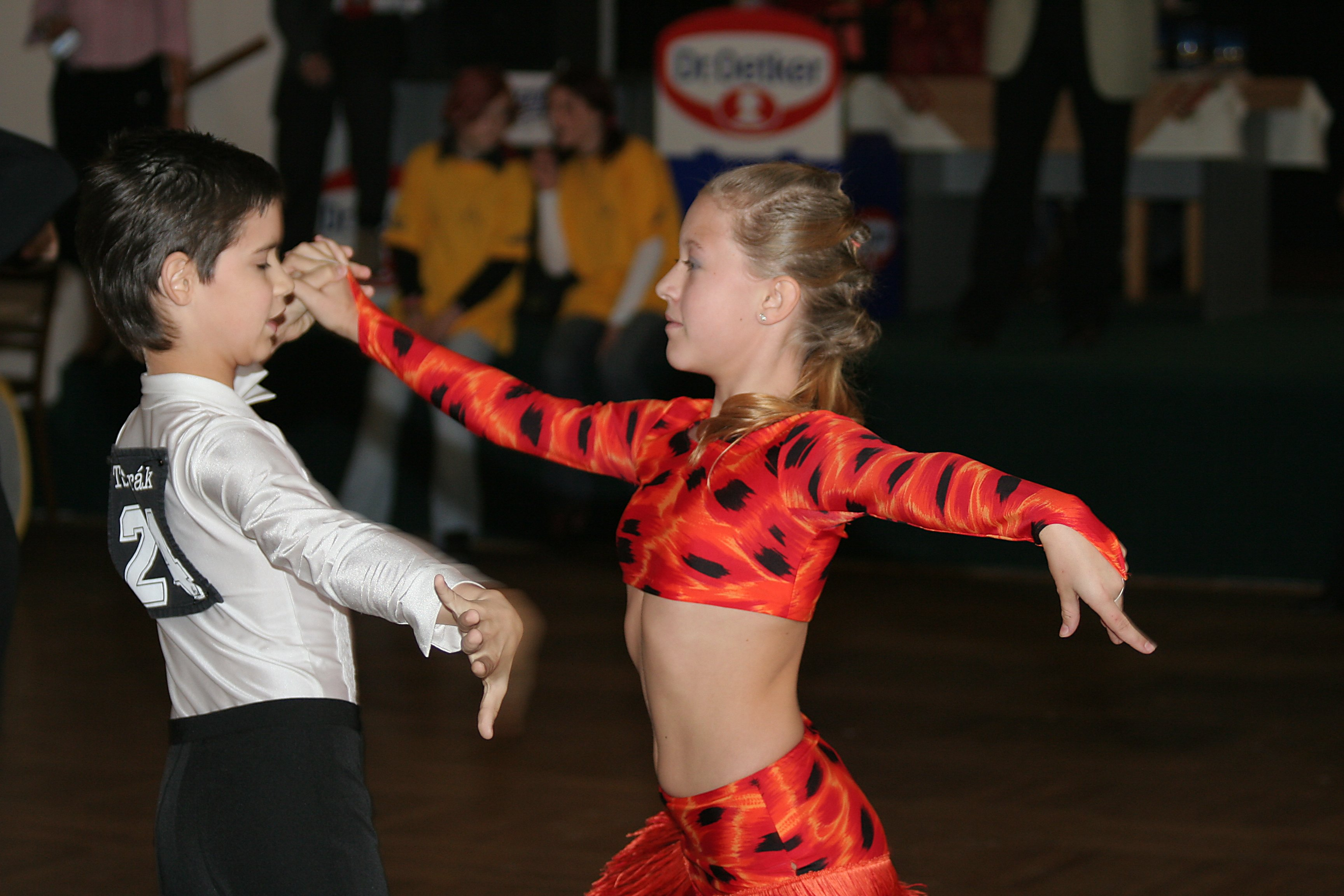
捷克的少年舞蹈比賽

恰恰恰（英語：cha-cha-cha），有时简称恰恰（cha-cha），是所有拉丁舞中最受欢迎的舞蹈，音乐很容易辨认，旋律音符通常是短音或是眺音。
恰恰舞是古巴的舞蹈，与伦巴舞一样，古巴舞者以音乐的第二拍开始前进或引导。男士方面，正确的方法是两脚稍微分开站立，重心置于左脚，第一拍时，以右脚向右侧跨一小步（女士相反），然后以左脚前进（女士右脚后退）进行基本动作，节拍数法有：“慢，慢，快快，慢”、“踏，踏，恰恰恰”和“2，3，4&，1”所有的舞步都是这种数
恰恰恰舞的握持与桑巴舞一样，开放式握持（Open Hold）和扇形位置（Fan Position）与伦巴相同。脚步动作：脚步动作与伦巴相同，以脚底出去，随即整个脚底着地，不用脚跟引导。

## 演变
在国际标准舞拉丁系列中恰恰舞的历史最年轻，故无辉煌历史，但由资料文献可归纳这一种舞蹈是在30年代由曼波舞及美式Lindy舞演变而成；或是，约在50年代于美国的舞厅中出现，紧跟在曼波舞之后，并且由曼波舞演变而成。恰恰舞与它的前身曼波舞几乎同时传入欧洲，而在二次大战后约1956年恰恰舞大大流行，并使得曼波舞式微。

## 外部連結
- 拉丁舞冠军斯拉维克&安娜-恰恰舞表演[永久]
- Basic Steps of Cha Cha dance （页面存档备份，存于）
- Comprehensive list of cha steps （页面存档备份，存于）